# Sesarma haematocheir
Sesarma haematocheir är en kräftdjursart. Sesarma haematocheir ingår i släktet Sesarma och familjen Sesarmidae. Inga underarter finns listade i Catalogue of Life.

## Bildgalleri

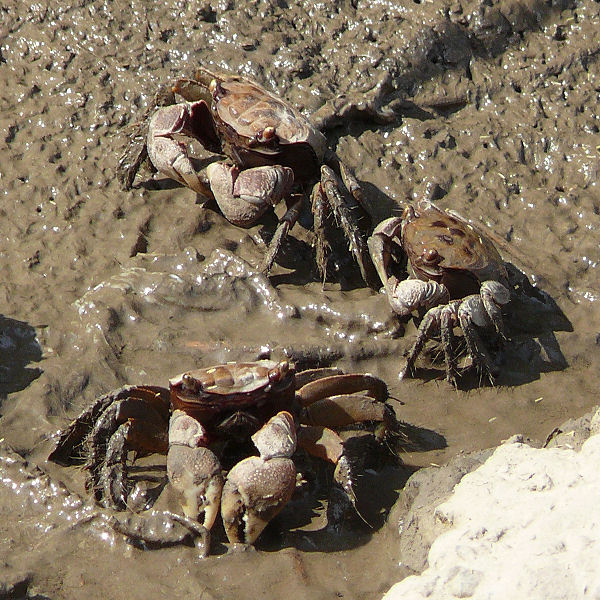